# Svartvit kärrhök
Svartvit kärrhök (Circus melanoleucos) är en asiatisk fågel i familjen hökar inom ordningen rovfåglar. Den häckar i östra Ryssland, Mongoliet och nordöstra Kina. Vintertid flyttar den söderut till södra Asien. Arten minskar i antal, men beståndet anses vara livskraftigt. 

## Kännetecken

### Utseende
Svartvit kärrhök är en 43–50 cm lång typisk kärrhök med en slående karakteristisk dräkt hos hanen. Den är svart på huvud, ovansida och bröst, vit på undersidan och grå på stjärten. På vingen syns vit framkant, svart på vingspetsar och i ett band diagonalt över mellersta täckarna, i övrigt grå.

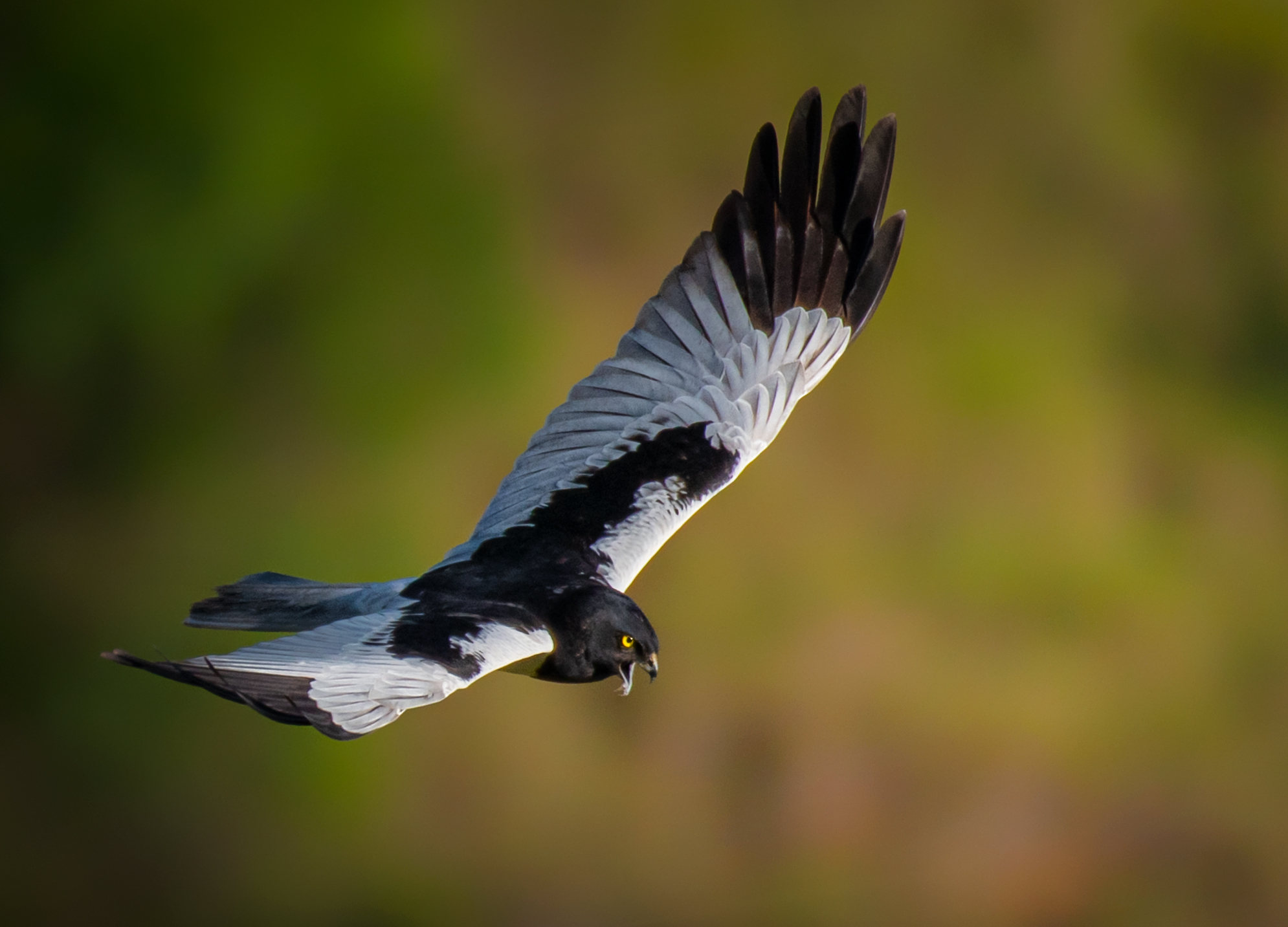
Hane i flykten.

Den brungrå hona är svårare att identifiera, men har likt blå kärrhök en vit fläck på övre stjärttäckarna. Den har vidare mörkbandade ving- och stjärtpennor, blek framkant på vingen, blek vingundersida och vitaktig buk. Ungfågeln är mörkare rostbrun med bleka ansiktsteckningar och mörk vingundersida med en blekare fläck på handpennorna.

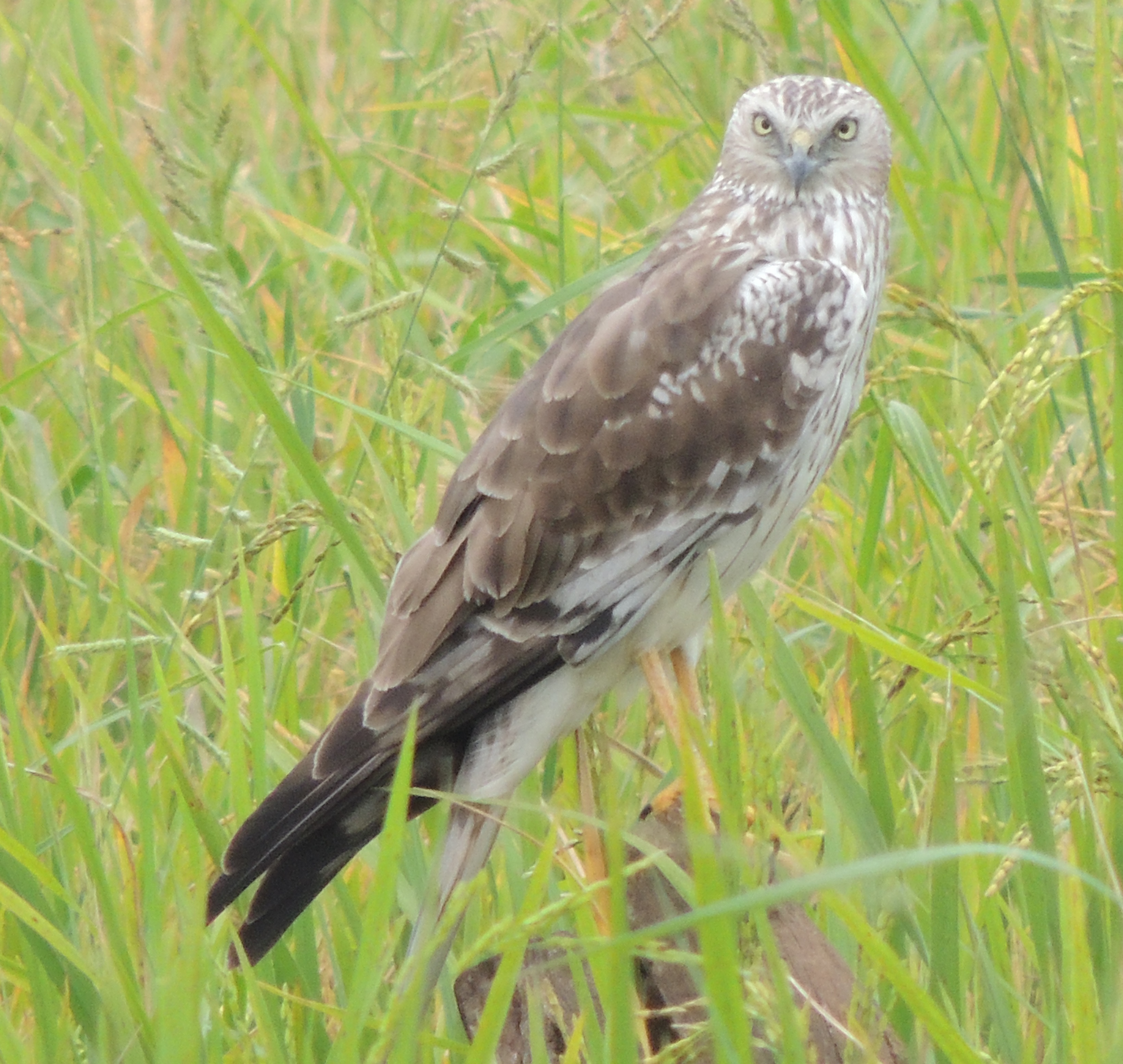
Hona.

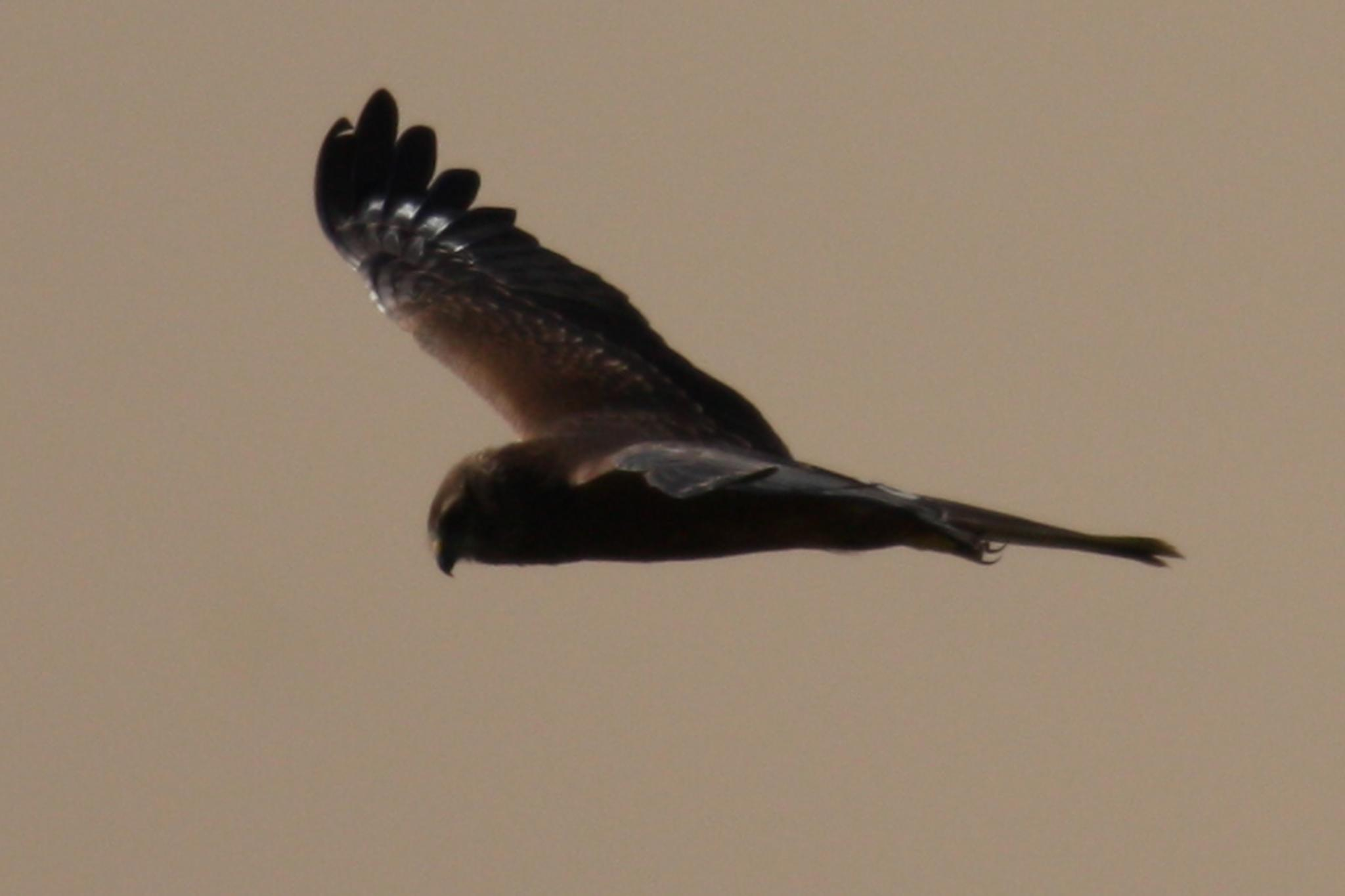
Ung hane.

### Läten
Arten är tystlåten utanför häckningstid, då hanen avger ett upprepat "kiiy-veee" i spelflykt.

## Utbredning och systematik
Fågeln häckar från södra Sibirien (Transbajkal) och östra Mongoliet österut till Amur och nordöstra Kina. Den har även häckat i norra Myanmar och i Assam i nordöstra Indien. Vintertid ses den i hela södra Asien från Indien och Sri Lanka till södra Kina, Borneo och Filippinerna. Tillfälligt har den påträffats i Brunei och Japan. Den behandlas som monotypisk, det vill säga att den inte delas in i några underarter.

## Levnadssätt
Liksom andra kärrhökar häckar svartvit kärrhök i öppna områden, som gräsmarker, stäpp och områden kring våtmarker. Födan har inte studerats i detalj men omfattar små däggdjur, framför allt sorkar, men även möss och näbbmöss. Fågeln häckar i maj i Sibirien och bygger sitt bo i högt gräs eller vass, ibland i buskar.

## Status och hot
Arten har ett stort utbredningsområde och en stor population, men tros minska i antal på grund av habitatförstörelse, dock inte tillräckligt kraftigt för att den ska betraktas som hotad. Internationella naturvårdsunionen IUCN kategoriserar därför arten som livskraftig (LC). Världspopulationen uppskattas till fler än 10.000 individer.